# The Cheaters
The Cheaters é um filme de comédia dramática produzido nos Estados Unidos e lançado em 1945.